# Селенат индия(III)
Селенат индия(III) — неорганическое соединение, 
соль индия и селеновой кислоты с формулой In2(SeO4)3,
расплывающиеся кристаллы,
растворяется в воде,
образует кристаллогидрат.

## Получение
- Растворение в селеновой кислоте гидроксида индия(III)

{\displaystyle {\mathsf {2In(OH)_{3}+3H_{2}SeO_{4}\ {\xrightarrow {}}\ In_{2}(SeO_{4})_{3}+6H_{2}O}}}

## Физические свойства
Селенат индия(III) образует расплывчатые кристаллы.
Растворяется в воде.
Образует кристаллогидраты состава In2(SO4)3•n H2O, где n = 5, 8, 9 и 10.